# Adrian Lewis (mathématicien)
Pour les articles homonymes, voir Adrian Lewis et Lewis.
Adrian Stephen Lewis (né en 1962 en Angleterre) est un mathématicien anglo-canadien, spécialisé dans l'analyse variationnelle et l'optimisation non lisse.

## Formation et carrière
À l'Université de Cambridge, il a obtenu un baccalauréat en mathématiques en 1983, une maîtrise en 1987 et un doctorat en ingénierie en 1987. Sa thèse de doctorat s'intitule « Extreme point methods for infinite linear programming ». Lewis était postdoctorant à l'Université Dalhousie. Au Canada, il a été membre du corps professoral de l'université de Waterloo de 1989 à 2001 et de l'université Simon Fraser de 2001 à 2004. À l'université Cornell il est depuis 2004 professeur titulaire et depuis 2018 professeur d'ingénierie Samuel B. Eckert à l'École de recherche opérationnelle et d'ingénierie de l'information. De 2010 à 2013, il a été directeur de l'école.
Lewis a occupé des postes de visite dans des institutions universitaires en France, en Italie, en Nouvelle-Zélande, aux États-Unis et en Espagne. Il est coéditeur de Mathematical Programming, Series A et éditeur associé de Set-Valued and Variational Analysis et de Mathematika. Il a été membre des comités de rédaction de Mathematics of Operations Research (en), du SIAM Journal on Optimization, du SIAM Journal on Matrix Analysis and Applications, du SIAM Journal on Control and Optimization et de la MPS/SIAM Series on Optimization .
Une grande partie de ses recherches porte sur « l'optimisation semi-algébrique et les propriétés variationnelles des valeurs propres ». Avec Jonathan Borwein, il a co-écrit le livre Convex Analysis and Nonlinear Optimization (2000, 2e édition 2006). En 2020 il est lauréat du prix de théorie John-von-Neumann pour ses contributions fondamentales et soutenues à l'optimisation continue, à la recherche opérationnelle et, plus largement, à la science informatique
Lewis détient la citoyenneté britannique et canadienne et le titre de résident permanent aux États-Unis.

## Prix et distinctions
- 1995–1996 – Prix André-Aisenstadt du Centre canadien de recherches mathématiques [6]
- 2003 - Prix Lagrange en optimisation continue du SIAM et de la Mathematical Programming Society[7]
- 2009 - Membre du SIAM [8]
- 2014 - Conférencier invité, Congrès international des mathématiciens à Séoul [9]
- 2018 - Prix INFORMS Computing Society (avec James V. Burke, Frank E. Curtis et Michael L. Overton)
- 2020 - Prix de théorie John-von-Neumann d'INFORMS [10]

## Publications (sélection)
- J. M. Borwein et A. S. Lewis, « Duality Relationships for Entropy-Like Minimization Problems », SIAM Journal on Control and Optimization, vol. 29, no 2,‎ 1991, p. 325–338 (DOI 10.1137/0329017)
- J. M. Borwein et A. S. Lewis, « Convergence of Best Entropy Estimates », SIAM Journal on Optimization, vol. 1, no 2,‎ 1991, p. 191–205 (DOI 10.1137/0801014)
- J. M. Borwein et A. S. Lewis, « On the convergence of moment problems », Transactions of the American Mathematical Society, vol. 325,‎ 1991, p. 249–271 (DOI 10.1090/S0002-9947-1991-1008695-8 )
- J. M. Borwein et A. S. Lewis, « Partially finite convex programming, Part I: Quasi relative interiors and duality theory », Mathematical Programming, vol. 57, nos 1–3,‎ 1992, p. 15–48 (DOI 10.1007/BF01581072, S2CID 14826980)
- V
- J.M. Borwein, A.S. Lewis et R.D. Nussbaum, « Entropy Minimization, DAD Problems, and Doubly Stochastic Kernels », Journal of Functional Analysis, vol. 123, no 2,‎ 1994, p. 264–307 (DOI 10.1006/jfan.1994.1089 )
- Adrian S. Lewis et Michael L. Overton, « Eigenvalue optimization », Acta Numerica, vol. 5,‎ 1996, p. 149–190 (DOI 10.1017/S0962492900002646, Bibcode 1996AcNum...5..149L, S2CID 246044637)
- A. S. Lewis, « Convex Analysis on the Hermitian Matrices », SIAM Journal on Optimization, vol. 6,‎ 1996, p. 164–177 (DOI 10.1137/0806009, S2CID 4379073)
- J. M. Borwein, A. S. Lewis et D. Noll, « Maximum Entropy Reconstruction Using Derivative Information, Part 1: Fisher Information and Convex Duality », Mathematics of Operations Research, vol. 21, no 2,‎ 1996, p. 442–468 (DOI 10.1287/moor.21.2.442)
- A. S. Lewis, « Lidskii's Theorem via Nonsmooth Analysis », SIAM Journal on Matrix Analysis and Applications, vol. 21, no 2,‎ 2000, p. 379–381 (DOI 10.1137/S0895479898338676, S2CID 9058414)
- J. V. Burke, A. S. Lewis et M. L. Overton, « Optimal Stability and Eigenvalue Multiplicity », Foundations of Computational Mathematics, vol. 1, no 2,‎ 2001, p. 205–225 (DOI 10.1007/PL00021726, S2CID 10550012)
- A.S. Lewis, « The mathematics of eigenvalue optimization », Mathematical Programming, vol. 97,‎ 2003, p. 155–176 (DOI 10.1007/s10107-003-0441-3, S2CID 207054017)
- James V. Burke, Adrian S. Lewis et Michael L. Overton, « Variational Analysis of the Abscissa Mapping for Polynomials via the Gauss-Lucas Theorem », Journal of Global Optimization, vol. 28, nos 3/4,‎ 2004, p. 259–268 (DOI 10.1023/B:JOGO.0000026448.63457.51, S2CID 43743049)
- James V. Burke, Adrian S. Lewis et Michael L. Overton, « Variational analysis of functions of the roots of polynomials », Mathematical Programming, vol. 104, nos 2–3,‎ 2005, p. 263–292 (DOI 10.1007/s10107-005-0616-1, S2CID 1206721)
- Adrian S. Lewis et C. H. Jeffrey Pang, « Variational Analysis of Pseudospectra », SIAM Journal on Optimization, vol. 19, no 3,‎ 2008, p. 1048–1072 (DOI 10.1137/070681521, S2CID 39454109)
- D. Drusvyatskiy et A. S. Lewis, « Tilt Stability, Uniform Quadratic Growth, and Strong Metric Regularity of the Subdifferential », SIAM Journal on Optimization, vol. 23,‎ 2013, p. 256–267 (DOI 10.1137/120876551, arXiv 1204.5794, S2CID 11657564)
- (en) Burke, James V., Curtis, Frank E., Lewis, Adrian S., Overton,, Michael L. et Simões, Lucas E.A., « Gradient sampling methods for nonsmooth optimization », 2018..